# 日本フィットネス協会
公益社団法人日本フィットネス協会（にほんフィットネスきょうかい、英文名称：JApan Fitness Association）は､フィットネスについて正しい知識や実践方法を普及する公益法人。エアロビックダンスを健全に普及・発展させることを目的に、日本エアロビックフィットネス協会として誕生し、多様な概念を包括した日本フィットネス協会へと改称した。主な会員は、フィットネスインストラクターである。

## 沿革
- 1983年1月  任意団体として『日本エアロビックフィットネス協会』創立
- 1984年2月  機関誌「ヘルスネットワーク」創刊
- 1987年9月  社団法人 日本エアロビックフィットネス協会（厚生省所管）に改組
- 1988年10月 ADI （エアロビックダンスエクササイズインストラクター）資格認定開始
- 2006年9月  『ひばりエクササイズ』発表
- 2007年9月  社団法人 日本フィットネス協会に名称変更
- 2012年4月  公益社団法人 日本フィットネス協会（内閣府認定）に改組
- 2014年4月  指導者資格制度改定（GFI資格制度）
- 2014年8月  「フィットネスの日」（9月22日）を提唱

## 概要
所在：東京都江東区亀戸1-8-7　飯野ビル5階
代表者：代表理事 小澤治夫（静岡産業大学 スポーツ科学部特別教授）

## 事業
- フィットネスに関する調査・研究及びその助成
- フィットネスの普及啓発のための情報誌の刊行及び講習会等の開催
- フィットネスに関する専門指導者の養成及び資格（グループエクササイズフィットネスインストラクター、略称：GFI）の認定
- フィットネスに関する国際交流
- フィットネスの普及・発展に資するために必要な物品の販売